# Bariano
Bariano is een gemeente in de Italiaanse provincie Bergamo (regio Lombardije) en telt 4144 inwoners (31-12-2004). De oppervlakte bedraagt 7,0 km², de bevolkingsdichtheid is 595 inwoners per km².

## Demografie
Bariano telt ongeveer 1553 huishoudens. Het aantal inwoners steeg in de periode 1991-2001 met 9,2% volgens cijfers uit de tienjaarlijkse volkstellingen van ISTAT.
| Jaar | Inwoneraantal |
| ---- | ------------- |
| 1991 | 3642          |
| 2001 | 3977          |
| 2004 | 4144          |

## Geografie
De gemeente ligt op ongeveer 114 m boven zeeniveau.
Bariano grenst aan de volgende gemeenten: Caravaggio, Fara Olivana con Sola, Fornovo San Giovanni, Morengo, Pagazzano, Romano di Lombardia.